# Kuti Kis Rita
Kuti Kis Rita (Lengyeltóti, 1978. február 13. –) magyar teniszezőnő, olimpikon.
1991–2006 közötti profi pályafutása során 2000-ben megnyerte a Brasil Opent, ezzel megszerezte karrierje egyetlen WTA sikerét. Emellett négy egyéni és hét páros ITF-tornán végzett az első helyen. Legjobb egyéni világranglista-helyezése negyvenhetedik volt, ezt 2000 júniusában érte el, párosban 2000. február 14-én a 113. helyig jutott. 1999-ben és 2000-ben az év magyar teniszezője volt.
A Grand Slam-tornákon a legjobb eredménye egyéniben a 3. kör, amelyet 2000-es Roland Garroson ért el.
Magyarország képviseletében vett részt a 2000-es Sydney-i olimpián. 1994–2003 között 21 mérkőzésen játszott Magyarország Fed-kupa-válogatottjában.

## Eredményei Grand Slam-tornákon

### Egyéniben
| Torna           | 2002   | 2001   | 2000   | 1999   |
| --------------- | ------ | ------ | ------ | ------ |
| Australian Open | 1. kör | 2. kör | 2. kör | 1. kör |
| Roland Garros   | 1. kör | 1. kör | 3. kör | 1. kör |
| Wimbledon       | -      | 1. kör | 1. kör | 1. kör |
| US Open         | -      | 1. kör | 1. kör | 1. kör |

## Év végi világranglista-helyezései
| Év       | 1992 | 1993 | 1994 | 1995 | 1996 | 1997 | 1998 | 1999 | 2000 | 2001 | 2002 | 2003 | 2004 | 2005 | 2006  |
| Helyezés | 527. | 457. | 430. | 716. | 173. | 274. | 120. | 92.  | 56.  | 80.  | 168. | 174. | 236. | 231. | 1308. |